# Sint-Stepanoskerk (İzmir)
De Sint-Stepanoskerk (Armeens: Սուրբ Ստեփանոս եկեղեցի) was een Armeens kerkgebouw in Smyrna, tegenwoordig İzmir, Turkije.

## Locatie en architectuur
De kerk was tot de verwoesting tijdens de grote brand van Smyrna in 1922 de belangrijkste Armeense kerk in de stad. Het kerkgebouw stond in de Armeense wijk van de stad en diende de Armeense gemeenschap en een jongens- en meisjescollege. Rond de kerk lag een groot terrein en een hoge muur.
De in 1863 gebouwde Sint-Stepanos was een basiliek met een koepel. De gevel bezat een ruime portico en het portaal had bronzen deuren met reliëfs van o.a. het martelaarschap van Sint-Stefanus.

## 1922
Tijdens de grote brand van Smyrna, die leidde tot de verwoesting van de Griekse en Armeense stadsdelen van Smyrna, werd een menigte van meer dan 1000 voornamelijk Armeense en een aantal Griekse burgers de pas afgesneden. Met mortiervuur bestookten de Turken de muren van de kerk. Dankzij de tussenkomst van de metropolitane bisschop van Efeze werden de meeste burgers (waaronder 2000 kinderen) gered. De bisschop informeerde de plaatselijke katholieke bisschop, die erin slaagde om de burgers naar de Levantijnse wijk te evacueren. Onderweg echter werd de menigte belaagd door de Turkse troepen en veel burgers werden geslagen, terwijl andere vluchtelingen naar concentratiekampen werden weggevoerd. Na de evacuatie werd de kerk geplunderd en verwoest.